# Comune di Hillerød
Il comune di Hillerød è un comune danese situato nella regione di Hovedstaden. Capoluogo e sede amministrativa è la città omonima.
Il comune è stato riformato in seguito alla riforma amministrativa del 1º gennaio 2007 accorpando al pre-esistente comune di Hillerød il comune di Skævinge.

## Centri abitati
I centri abitati principali del comune sono:
- Hillerød (36 217)
- Skævinge (2 947)
- Nødebo (2 040)
- Ny Hammersholt (1 266)

### Gemellaggi
- Gödöllő